# David Vilas Álvarez
David Segundo Vilas Álvarez (Cáceres, 27 de mayo de 1973) es un jurista español, abogado general del Estado desde junio de 2024.

## Biografía
Vilas Álvarez nació en la ciudad de Cáceres en 1973. Se licenció en Derecho por la Universidad de Santiago de Compostela y, en 2002, accedió al Cuerpo de Letrados de la Junta de Galicia. De forma paralela, aprobó las oposiciones para el Cuerpo de Abogados del Estado.
Tras decantarse por la Abogacía del Estado, su primer destino fue la Audiencia Nacional, donde estuvo hasta el año 2004. Cercano a temas tributarios, en esa fecha se trasladó a Barcelona, donde desarrolló su actividad en la Abogacía del Estado en Cataluña, llevando la coordinación penal y asumiendo la defensa y representación penal del Estado principalmente en el ámbito del delito contra la Hacienda Pública. Siguiendo en esta región, entre los años 2005 y 2010 estuvo prestando servicios en el Servicio Jurídico de la Agencia Tributaria en Cataluña, con una breve pausa entre 2007 y 2008 en la que fue adjunto de la Asesoría Jurídica del Banco Sabadell. Posteriormente, se le confió la jefatura de la Abogacía del Estado en Galicia entre 2010 y 2014.
En el año 2014 se integró en la Consejería de Justicia de la Representación Permanente de España ante la Unión Europea como consejero-coordinador, donde colaboró en el desarrollo de numerosa normativa europea, entre ella los reglamentos sobre la Fiscalía Europea y las directivas sobre terrorismo o preinsolvencia. Cesó en este cargo en 2019, cuando volvió a la Abogacía del Estado en Galicia hasta principios de 2023.
Siendo ministra de Justicia Pilar Llop, en junio de 2023 regresó a los servicios centrales del Ministerio de Justicia en Madrid para asumir la Dirección General de Cooperación Jurídica Internacional, desempeñando este cargo durante un año pues, en junio de 2024, fue nombrado abogado general del Estado en sustitución de Consuelo Castro.